# Потуторівська сільська рада
Поту́торівська сільська́ ра́да — адміністративно-територіальна одиниця та орган місцевого самоврядування в Шумському районі Тернопільської області. Адміністративний центр — село Потуторів.

## Загальні відомості
- Територія ради: 9,832 км²
- Населення ради: 513 особи (станом на 2001 рік)
- Територією ради протікає річка Кума

## Населені пункти
Сільській раді підпорядковані населені пункти:
- с. Потуторів

## Склад ради
Рада складається з 12 депутатів та голови.
- Голова ради: Чуйко Мирослава Євгенівна
- Секретар ради: Муляр Світлана Степанівна

### Керівний склад попередніх скликань
| Прізвище, ім'я, по батькові | Основні відомості                                                 | Дата обрання | Дата звільнення |
| --------------------------- | ----------------------------------------------------------------- | ------------ | --------------- |
| Антонюк Галина Ананіївна    | Сільський голова, 1958 року народження, освіта вища, позапартійна | 26.03.2006   | 31.10.2010      |
| Антонюк Галина Ананіївна    | Сільський голова, 1958 року народження, освіта вища, позапартійна | 31.10.2010   | 10.01.2014      |
| Чуйко Мирослава Євгенівна   | Сільський голова, 1972 року народження, освіта вища, позапартійна | 25.05.2014   |                 |

Примітка: таблиця складена за даними сайту Верховної Ради України

### Депутати
За результатами місцевих виборів 2010 року депутатами ради стали:

#### За суб'єктами висування
| Суб'єкт висування          | Кількість обраних депутатів | %    |
| -------------------------- | --------------------------- | ---- |
| Самовисування              | 10                          | 83,3 |
| Громадянська партія «Пора» | 2                           | 16,7 |

#### За округами
| № округу                   | Прізвище, ім'я, по батькові     | Дата визнання обраним | Освіта             | Партійна приналежність | Відомості про обраного депутата                     |
| -------------------------- | ------------------------------- | --------------------- | ------------------ | ---------------------- | --------------------------------------------------- |
| Громадянська партія «ПОРА» |                                 |                       |                    |                        |                                                     |
| 3                          | Ковальчук Ярослав Ілліч         | 05.11.2010            | середня спеціальна | позапартійний          | с. В.Дедеркалилікарня№ 2, фельдшер                  |
| 10                         | Чуйко Мирослава Євгеніївна      | 05.11.2010            | вища               | позапартійна           | Управління держкомзему, інспек-тор                  |
| Самовисування              |                                 |                       |                    |                        |                                                     |
| 1                          | Процишин Оксана Олексіївна      | 05.11.2010            | середня спеціальна | позапартійна           | приватний підприємець, продавець                    |
| 2                          | Миколайчук Надія Захарівна      | 05.11.2010            | середня спеціальна | позапартійна           | Рай сількомунгосп, оператор                         |
| 4                          | Чуйко Сергій Миколайович        | 05.11.2010            | незакінчена вища   | позапартійний          | ПАППКолос, обліковець                               |
| 5                          | Безух Григорій Якович           | 05.11.2010            | середня            | позапартійний          | ПАППКолос, механізатор                              |
| 6                          | Онофрійчук Василь Ростиславович | 05.11.2010            | середня            | позапартійний          | ПАПКолос, механізатор                               |
| 7                          | Муляр Світлана Степанівна       | 05.11.2010            | вища               | позапартійна           | Потуторівськасільська рада, секретар сільської ради |
| 8                          | Ліщинський Сергій Миколайович   | 05.11.2010            | вища               | позапартійний          | Укртелеком, адміністратор задач                     |
| 9                          | Антонюк Андрій Володимирович    | 05.11.2010            | незакінчена вища   | позапартійний          | тимчасово не працює                                 |
| 11                         | Чуйко Інна Петрівна             | 05.11.2010            | вища               | позапартійна           | По догляду за дитиною до 3-х років                  |
| 12                         | Счастна Галина Ростиславівна    | 05.11.2010            | середня спеціальна | позапартійна           | Потуторівська сільсьса рада, завіду-ючаклубом       |